# Jean-Philippe Gatien
Pour les articles homonymes, voir Gatien.
Jean-Philippe Gatien (né à Alès le 16 octobre 1968) est un joueur de tennis de table français.
En simple messieurs, il a notamment été vice-champion olympique aux Jeux de 1992 à Barcelone et champion du monde en 1993 à Göteborg, ainsi que 13 fois champion de France. En double, il est notamment médaillé de bronze avec Damien Éloi aux Championnats du monde en 1995 à Tianjin et en 1997 à Manchester, puis médaillé de bronze avec Patrick Chila aux Jeux olympiques de 2000 à Sydney.
Joueur gaucher au style à dominante offensive dont le point fort est le coup droit, il est, grâce à son palmarès, l'un des meilleurs pongistes français de tous les temps, avec Jacques Secrétin.
Après sa carrière sportive, il est directeur des sports au sein du comité de candidature Paris 2024 puis du comité d'organisation des Jeux olympiques et paralympiques d'été de 2024.

## Biographie

### Débuts
Le père de Jean-Philippe, dirigeant du club de l'AS Salindres et président de la Ligue Languedoc-Roussillon, communique sa passion à ses enfants, et Jean-Philippe suit son grand frère à la salle où il s'entraîne une fois par semaine. Son potentiel est rapidement repéré par Michel Gadal, lors des championnats de France benjamins en 1980 à Lunéville. L'entrainement spécifique basé sur la vitesse et une prise de balle très tôt se met en place dès cette époque. Il entre à l'INSEP l'année suivante à l'âge de 13 ans, et la distance avec sa famille est difficile à vivre, mais il bénéficie du soutien de Régis Canor, entraîneur à l'INSEP.
En 1983, il remporte son premier titre national en catégorie junior, alors qu'il n'est que cadet. Michel Gadal devient entraineur national à l'INSEP et le volume d'entrainement est notablement augmenté. Sa première sortie internationale se produit en 1986 lors de la compétition Euro-Asie à la Halle Georges-Carpentier à Paris, où il bat le chinois Teng Yi n° 6 mondial, ce qui lui ouvre les portes de l'équipe de France.

### Carrière professionnelle
Lors des Championnats d'Europe 1986, il permet à l'équipe de France d'atteindre la finale en remportant le point décisif en demi-finale. Il accumule alors une expérience internationale, en battant en 1988 le champion d'Europe en titre Jorgen Persson.
Il participe alors à ses premiers Jeux olympiques à Séoul, où il perçoit l'importance de cette compétition et se fixe des objectifs.
En 1992, il soigne particulièrement la préparation mentale dans la perspective des Jeux de Barcelone, qu'il aborde dans la peau du numéro un mondial. Il y bat en huitième de finale le champion olympique en titre, le Coréen Yoo Nam-Kyu 21-19 à la belle, puis l'Autrichien Ding Yi et le Chinois Ma Wenge en demi-finale. À l'issue de sa finale olympique, perdue 3-0, il a déclaré à propos de son adversaire le Suédois Jan-Ove Waldner pour lequel il a le plus grand respect : « Je n'ai pas souvenir d'un gars mettant autant d'effets et variant autant les placements et ses camouflages. Horrible ! ». Christian Martin prend alors le relais d'entraîneur après Michel Gadal. Jean-Philippe Gatien remporte le titre mondial l'année suivante, opposé en finale au Belge Jean-Michel Saive, ce qui reste le sommet de sa carrière.
À partir de 1994, il met l'accent sur l'équipe de France avec laquelle il remporte le titre européen par équipes. Il échoue au premier tour lors des Jeux d'Atlanta en 1996, mais se rattrape en remportant le Top 12 Européen en 1997, et surtout en 2000 la médaille de bronze lors des Jeux de Sydney, en double avec son copain Patrick Chila, où ils n'échouent que devant les intouchables chinois.
Jean-Philippe Gatien a mis un terme à sa carrière sportive le 15 mai 2004 à la suite de nombreuses blessures, après avoir remporté la coupe d'Europe avec son club de Levallois.

### Retraite et suites
Après sa carrière sportive, il suit des études en management sportif à l'ESSEC, dont il sort diplômé en 2005.
En juin 2006, il rend un dernier hommage à son public dans le club de ses débuts, l'AS Salindres, aujourd'hui en Régionale 1, au cours d'un match exhibition en compagnie de Patrick Chila.
En 2010, Jean-Philippe Gatien a été choisi comme athlète modèle pour le tennis de table à l'occasion des premiers Jeux Olympiques de la Jeunesse d'été à Singapour. Durant les JOJ, les athlètes modèles ont pour rôle de guider les jeunes athlètes en restant avec eux au village, en assistant aux compétitions et en participant à l'activité « Discussion avec les champions ».
Jean-Philippe Gatien est également un athlète engagé : il soutient la Fondation du Sport. Ainsi il a pris part au programme Bien Manger, C'est Bien Joué!, programme lancé en 2005 par la Fondation du Sport. Il a participé à la réalisation de vidéos adressées aux jeunes sportifs pour leur apprendre les bases d'une alimentation adaptée à l'effort physique. Ce programme de la Fondation du Sport sensibilise également les enfants à l'importance de l'activité physique.
En décembre 2014, Gatien est élu président du conseil d'administration de l'INSEP pour un mandat de quatre ans.
Il est fait chevalier de la Légion d'honneur en janvier 2017.
En mai 2017, il était l'invité d'honneur du 5e Prix Denis Lalanne-Trophée Roland-Garros, qui récompensa Jean-Julien Ezvan, journaliste au Figaro, comme lauréat du meilleur article de la presse francophone écrit durant l'édition 2016 du tournoi de tennis de Roland-Garros.
En septembre 2015, il devient directeur des sports au sein du comité de candidature de Paris 2024. Il a alors pour mission de structurer la programmation sportive et de renforcer les liens avec l'ensemble de l'écosystème sportif français et international de Paris 2024. Le champion du monde 1993 de tennis de table a trois tâches principales : « Il devra travailler avec les fédérations nationales autour du concept et en discuter ensuite avec les fédérations internationales. Auprès de Tony Estanguet il assurera la mobilisation des athlètes et aura aussi en charge l’intégration paralympique.». Cependant, il annonce son départ le vendredi 27 janvier 2023, pour raisons personnelles.

## Parcours en club
- AS Salindres (1975-1984)
- 4S Tours (1984-1986)
- Levallois SCTT (1986-2004)

## Palmarès

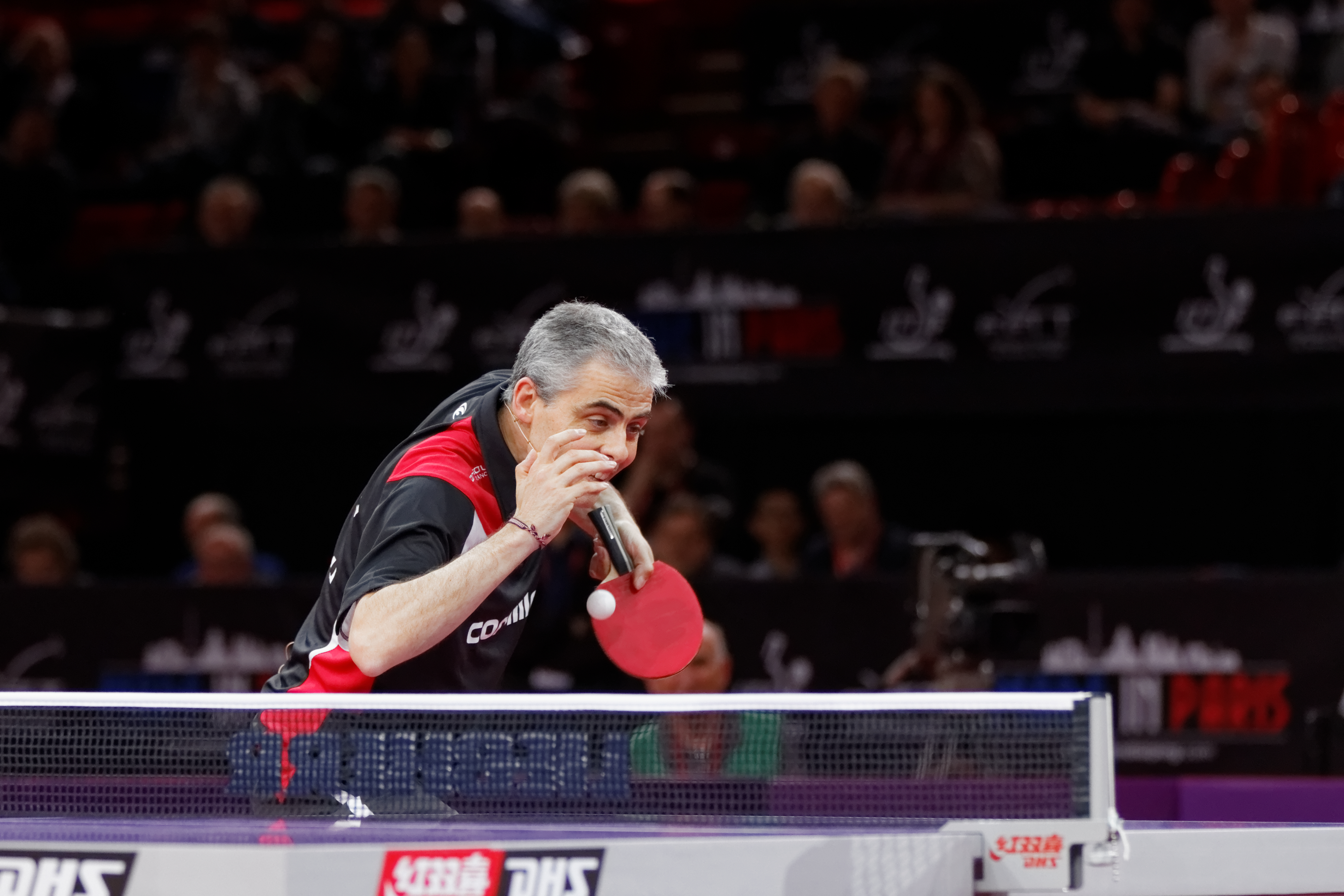
Jean-Philippe Gatien au service (2013).

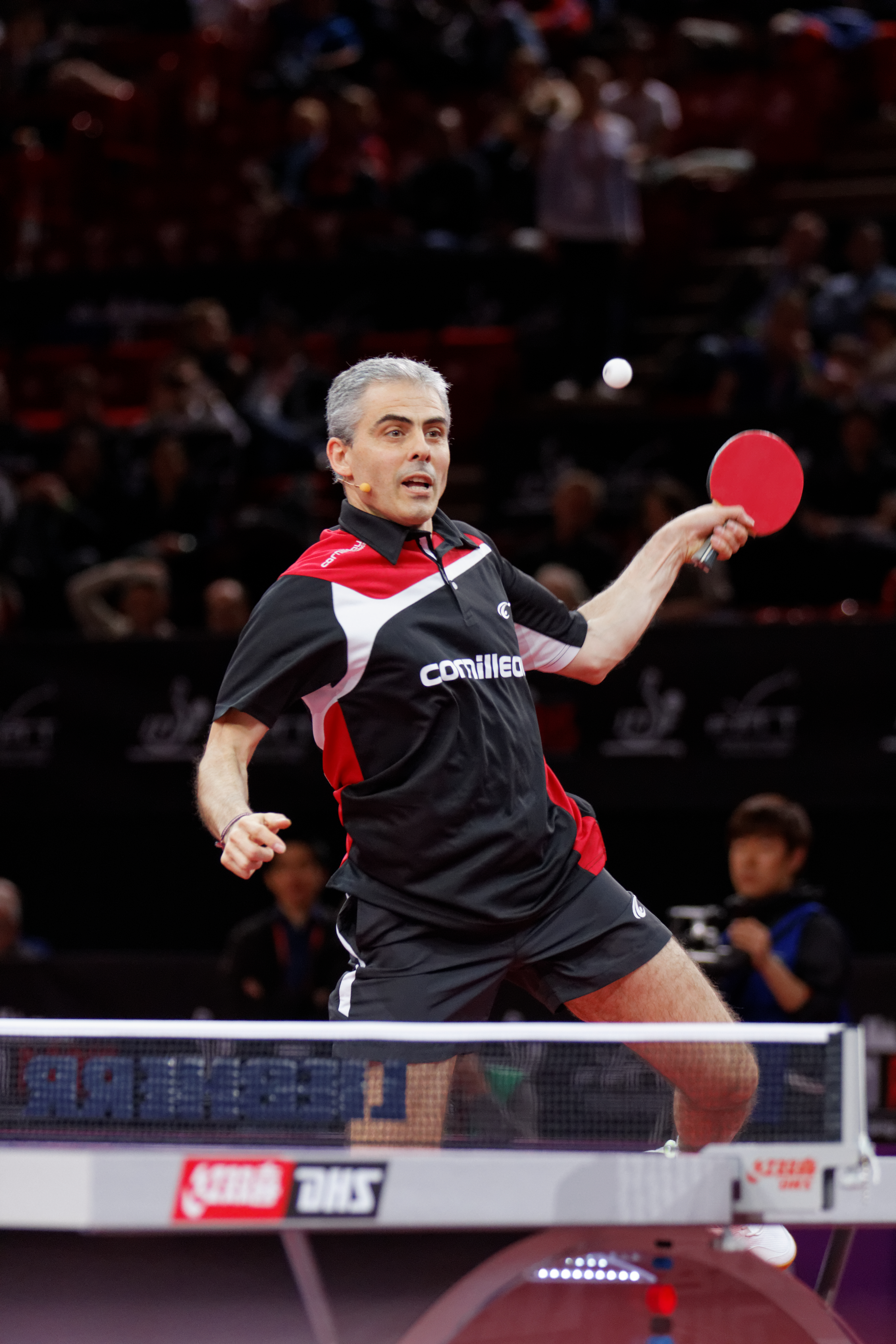
Jean-Philippe Gatien (2013).

| 1986 | - Médaille d'argent par équipes. Championnats d'Europe à Prague (Tchécoslovaquie) |
| 1987 | - Médaille d'or en Double Messieurs. Internationaux de Suède |
| 1988 | - Médaille d'or. Simple Messieurs. Internationaux des États-Unis - Champion de France. Simple Messieurs |
| 1989 | - Médaille d'or en Double Messieurs Internationaux de Pologne - Médaille d'or en Double Mixte Internationaux de Pologne - Médaille d'or en Double Messieurs. Internationaux de Scandinavie |
| 1990 | - Médaille d'or en Double Mixte (avec Wang Xiaoming) Internationaux d'Angleterre - Médaille d'or. Simple Messieurs. Internationaux de R.F.A. - Vainqueur par équipe de la Ligue Européenne, Super Division et de la Coupe d'Europe des Clubs - Médaille de bronze. Simple Messieurs - Championnats d'Europe à Göteborg (Suède) - Médaille d'or Double mixte (avec Wang Xiaoming) Championnats d'Europe à Göteborg (Suède) - Médaille d'argent. Simple Messieurs. Internationaux de France |
| 1991 | - Champion de France. Simple Messieurs - Médaille d'or, Simple Messieurs, Jeux Méditerranéens, Athènes (Grèce) - Médaille d'argent Double Messieurs, Jeux Méditerranéens, Athènes (Grèce) - Médaille d'argent, Coupe du Monde des Simples, Kuala Lumpur (Malaisie) - Médaille d'argent, Simple Messieurs. Masters Cup à Bonn (Allemagne) - Médaille de bronze. Coupe du Monde par équipes. Barcelone (Espagne) |
| 1992 | - Médaille d'or Simple Messieurs Internationaux d'Angleterre - Médaille d'or Double Mixte Internationaux d'Angleterre - Médaille d'argent. Coupe d'Europe des Nations - Médaille de bronze par équipes - Championnats d'Europe. - Médaille d'argent. Double Mixte - Championnats d'Europe. - Champion de France. Simple Messieurs - Vice-champion olympique Simple Messieurs - Barcelone (Espagne) - Médaille d'argent. Simple Messieurs - Internationaux de France - Médaille d'or. Double Messieurs. Internationaux de France - N°1 mondial au classement du 2 juillet 1992                                        |
| 1993 | - Champion du monde Simple Messieurs - Göteborg (Suède) - Champion de France. Simple Messieurs - Médaille d'or. Simple Messieurs, Jeux Méditerranéens à Mèze (France) - Médaille de Bronze. Double Messieurs, Jeux Méditerranéens à Mèze (France) - Médaille de Bronze. Simple Messieurs. European Masters Cup à Hanovre (Allemagne) |
| 1994 | - Vainqueur de la Coupe du Monde individuelle à Taipei (République de Chine - Taïwan) - Médaille d'argent par équipes. Coupe d'Europe des Nations à Bayreuth (Allemagne) - Vainqueur du Top 12 national à Orléans - Champion d'Europe par équipes à Birmingham (Angleterre) - Champion de France. Simple Messieurs - Médaille d'argent 3e Grand Prix SEAT de Paris |
| 1995 | - Médaille de Bronze au Top 12 européen à Dijon - Vainqueur avec Levallois UTT de la Coupe d'Europe des Clubs Champions - Champion de France en Simple - Champion de France en Double - Médaille de Bronze Double Messieurs (avec Damien Éloi) Championnats du Monde à Tianjin (République populaire de Chine) - Médaille de Bronze par équipes - Championnats du Monde - Médaille d'or Double Messieurs (avec Damien Éloi) - Internationaux de France à Villeurbanne |
| 1996 | - Vice-champion d'Europe par équipes - Médaille de Bronze en Simple - Championnats d'Europe à Bratislava (Slovaquie) - Vainqueur de la Coupe d'Europe des Nations - Bayreuth (Allemagne) - Médaille de Bronze au Top 12 européen - Charleroi (Belgique) - Champion de France Simple Messieurs - Levallois-Perret - Vice-Champion de France Double Messieurs (avec Didier Mommessin) |
| 1997 | - Vainqueur du Top 12 européen - Eindhoven (Pays-Bas) - Médaille d'argent Double Messieurs - Internationaux du Qatar - Champion de France - Simple Messieurs - Marseille - Médaille d'argent - Équipes Messieurs - Championnats du Monde - Manchester (Angleterre) - Médaille de bronze - Double Messieurs (avec Damien Éloi) - Championnats du Monde - Manchester (Angleterre) |
| 1998 | - Ligue Européenne Super Division - Médaille de bronze - Simple Messieurs aux Championnats d'Europe Eindhoven (Pays-Bas) - Champion d'Europe par équipes - Eindhoven (Pays-Bas) - Médaille de bronze - Double Messieurs (avec Damien Éloi) - Internationaux de Malaisie - Médaille d'argent en Double Messieurs (avec Patrick Chila) - Internationaux du Liban - Médaille d'or en Double Messieurs (avec Patrick Chila) - Internationaux d'Italie |
| 1999 | - Médaille de bronze au TOP 12 européen - Split (Croatie) - Médaille de bronze Simple Messieurs - Internationaux de Croatie (Zagreb) - Médaille d'or Double Messieurs (avec Patrick Chila) - Internationaux de Croatie (Zagreb) - Champions de France Simple Messieurs - Clermont-Ferrand - Champions de France Double Messieurs (avec Patrick Chila) - Clermont-Ferrand - Médaille de bronze Double Messieurs (avec Patrick Chila) - Internationaux du Japon (Kobe) - Médaille de bronze Simple Messieurs - Internationaux de Suède - Médaille d'or Double Messieurs (avec Patrick Chila) - Internationaux de Suède |
| 2000 | - Médaille de bronze Double Messieurs (avec Patrick Chila) - Jeux Olympiques de Sydney (Australie) - Champion d'Europe de Double (avec Patrick Chila) - Brême (Allemagne) - Médaille d'argent Double Messieurs (avec Patrick Chila) - Internationaux de France (Toulouse) - Médaille d'argent Double Messieurs (avec Patrick Chila) Finale ITTF Pro Tour - Sydney (Australie) - Médaille de bronze Simple Top 12 européen - Alassio (Italie) - Champion de France Simple - Dijon - Vice-champion de France de Double (avec Patrick Chila) - Dijon                                                                    |
| 2001 | - Médaille d'or Double Messieurs (avec Patrick Chila) - Internationaux de Croatie - Champion de France Simple Messieurs - Agen - Champion de France Double Messieurs (avec Patrick Chila) - Agen |
| 2002 | - Champion de France Simple – Rennes - Médaille de bronze (avec Éric Varin) – Championnats de France – Rennes - Termine 1er des play-offs du Super Circuit League au Japon |
| 2003 | - Champion de France Double (avec Patrick Chila) – Mulhouse |
| 2004 | - 2004 Vainqueur de la coupe d'Europe des clubs Nancy Evans avec Levallois SCTT |